# عملية الاتفاق
عملية الإتفاق هي سلسلة من العمليات البرية والبرمائية التي نفذتها القوات البريطانية وقوات من روديسيا ونيوزيلندا على طبرق في ليبيا والتي كان يسيطر عليها قوات المحور وذلك في الفترة من 13 إلى 14 سبتمبر 1942 ، خلال الحرب العالمية الثانية ، حيث شارك فريق من مجموعة الاستجوابات الخاصة ، يتحدث الألمانية بطلاقة ، في مهام وراء خطوط قوات المحور ، وامتدت الأعمال العسكرية إلى مدينة بنغازي ( عملية بيجام ) وواحة جالو الليبية ،  كانت عملية طبرق بمثابة كارثة من وجهة نظر الحلفاء ، وفقد البريطانيون عدة مئات من الرجال الذين قتلوا وأسروا ، وطراد واحد ، ومدمرتان ، وستة زوارق طوربيد بمحرك ، وعشرات المركبات الصغيرة البرمائية.

## الخلفية
كان الهدف من "عملية الإتفاق" تقويض المجهود الحربي " لقوات المحور" في شمال إفريقيا من خلال تدمير المطارات و الموانئ وسفن الإمداد والمركبات ومخازن النفط الكبيرة،  وكان يهدف الحلفاء أيضًا إلى الاستيلاء على واحة جالو ، والتي كان من المفترض استخدامها كنقطة تجمع للقوات البرية المتراجعة من المشاركة في العمليات الأخرى. 

## المقدمة
هاجمت الدوريات التابعة للحلفاء مطار مرج والثكنات الرئيسية المحيطة به، مما أدى إلى تدمير 16 طائرة وإتلاف سبع طائرات أخرى،   خلال الهجوم على الثكنات ، فقد الحلفاء أربعة رجال وسيارتين وفي وقت لاحق تم اعتراض قوات الحلفاء من قبل قوه الإيطالية وتم تدمير عدة شاحنات ،تمكن الإيطاليون من أسر سبعة من النيوزيلنديين وثلاثة من روديسيا ، و بعد عام ، تمكن أربعة من النيوزيلنديين من الفرار.
كان الكولونيل ديفيد ستيرلنغ ومجموعة من قوات الخدمة الجوية الخاصة ، وبدعم من قوة برية ، قد حاولوا شن هجوم كبير على بنغازي ولكن تم اكتشاف وجودهم بعد اشتباك عند حاجز علي احدي الطرق ومع فقدان قوات الحلفاء لعنصر المفاجأة وانحسار الظلام ، أمر ستيرلينغ قواته بالانسحاب،  كما تم تنفيذ الهجوم على واحة جالو من قبل قوات الدفاع السودانية ودوريتي اس 1 و اس 2 التابعة لجمهورية الكونغو الديمقراطية، ولكن تم صد الهجوم الأول في ليلة 15/16 من قبل المدافعين الذين كانوا في حالة تأهب وتم تعزيزهم بسهولة فانسحب المهاجمون في 19 سبتمبر مع اقترب قوات الدعم الإيطالي إلي الواحة. 

## الهجوم الرئيسي
تضمنت العملية قوة برمائية مؤلفة من حوالي 400 من مشاة البحرية الملكية ، ونحو 180 من القوات الداعمة لهم وتم تقسيم القوة البرمائية إلى القوة (أ ) ، والمدعومة بمدمرات وتهدف إلى الهبوط في شبه الجزيرة الشمالية من طبرق ، بينما تم توجيه القوة (ج) ، المؤلفة من وحدات ساحلية ، نحو مدخل شرق ميناء طبرق ، بينما سيطرة القوة (ب ) على البطارية الساحلية (152) ولكن سرعان ماتم استعادتها من قبل المارينز الإيطاليين من كتيبة سان ماركو ، في حيت بقيت أغلب البطاريات والمواقع علي الشاطئ في أيدي قوات المحور. 

### هجوم القوة (أ)
تكونت المجموعة من الكوماندوز والذين تم انزالهم من علي متن المدمرة (أتش أم أس تاكي) والتي فشلت في توجيه القوة البريطانية الرئيسية إلي وجهتها المطلوبة ، بسبب ظروف البحر السيئة، فتم إنزال القوات المنقولة بحراً علي ظهر المدمرات البريطانية إلى أقصى الغرب من مكان الإنزال المقصود،  من جهة أخري فان المدمرة البريطانية السيخ ، التي قادت عملية الإنزال البحري ، تعرضت للإصابة من قبل القوات الإيطالية بواسطة البطاريات الساحلية عيار 152 مم (6 بوصات) والمدافع المضادة للدبابات الألمانية عيار 88 مم ، وبعد عدة محاولات لانقاذ المدمرة البريطانية لكنها غرقت بالإخير ،وتم الإبلاغ عن مقتل 122 من أفراد الطاقم وتم أسر الباقي من الناجين ، وبعد ظهر يوم 14 سبتمبر ، وأثناء عودتها إلى الإسكندرية ، تعرضت كوفنتري لأضرار جسيمة من قاذفات القنابل الألمانية " جو 87" القادمة من جزيرة كريت وقتل 63 من أفراد طاقمها.  

### القوة ( ج)

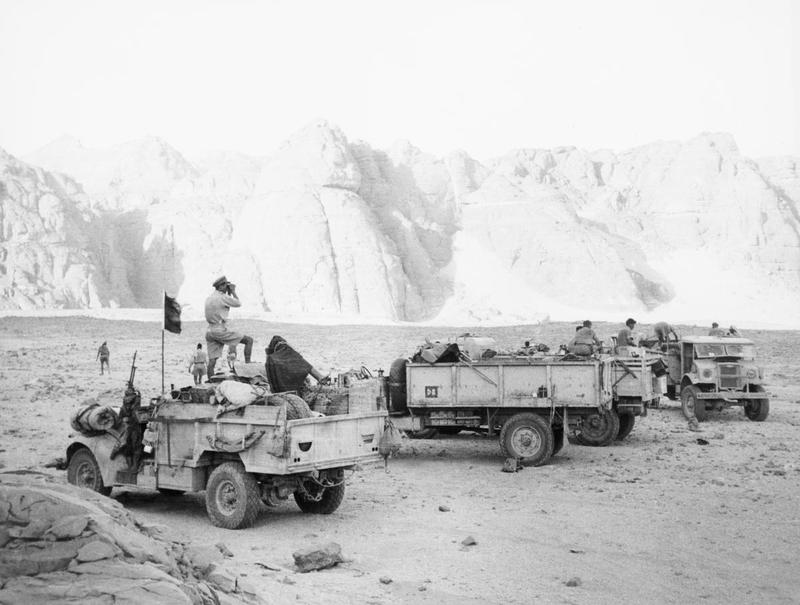
مجموعة من القوات البرية في الشاحنات المتوقفة عند الصخور الهائلة لجلف كبير أثناء العملية

تمت عملية الإنزال البحري الأخرى بواسطة المركبات والقوارب وتمكنت من الوصول جزئياً إلى نقطة الهبوط، ولكن بسبب إطلاق نار كثيف للغاية من ميناء طبرق ، لم تتمكن ألا ناقيلتان جنود فقط، هما (MTB 261) و (MTB 314) ، من الوصول إلى مكان الانزال المستهدف، بينما تقطعت السبل بناقلة اخري في المياة الضحلة،  كما قامت قوارب الطوربيد وقوارب آلية مسلحة إيطالية بإطلاق ثلاثة طوربيدات على السفن البحرية في الميناء ،    وفي النهاية تم الاستيلاء على الناقلة (MTB 314) ، وهو قارب نقل السيارات الذي تعرض لأضرار أثناء المعركة ، بواسطة كاسحة ألغام للميناء الألمانية R-10 عند الفجر ، وعلى متنه 117 من البحارة والجنود ، وعلى الرغم من تعرضهم للقصف والغرق في كثير من الأحيان خلال رحلة عودتهم ، فإن الجزء الأكبر من قوات الحلفاء الناجين من المعركة وصلوا إلى الإسكندرية. 

## ما بعد المعركة

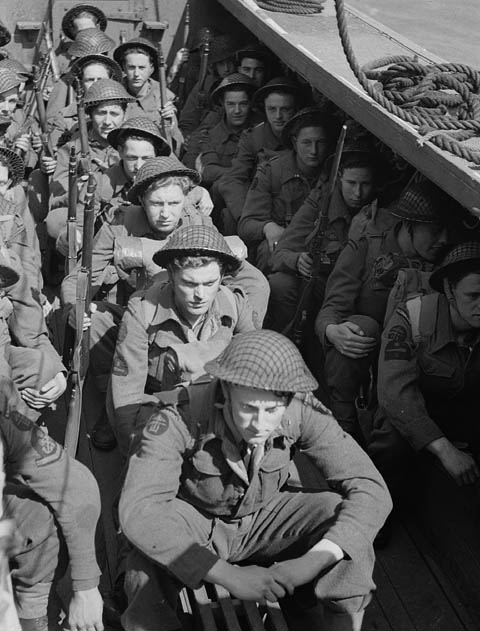
الكوماندوز البريطاني خلال التدريبات

تم محاولة لإنقاذ العشرات من البحارة ومشاة البحرية البريطانية من الغرق في البحر ولكن وقع العديد أسري بأيدي القوات الإيطالية ،كما تم الاستيلاء على عدد من الناقلات البرمائية أثناء محاولة العودة إلى الإسكندرية مع طاقمهم.     وبلغت خسائر قوات الحلفاء حوالي 300 من مشاة البحرية الملكية، 160 جنديا و 280 بحارا، وطراد مضادة للطائرات ، ومدمرتان ، و أربعة ناقلات برمائية والعديد من القطع البرمائية الصغيرة، كما تم أسر حوالي 576 من الناجين، بينما كانت قتلي قوات المحور نحو 15 إيطاليًا وألمانيًا واحدًا ، وأصيب 43 إيطاليًا وسبعة ألمان. 

## الحواشي
1. 1 2  Histropedia، QID:Q23038974
2. 1 2 3  Molinari & Anderson (2007), p. 71
3. ↑  Smith, pp. 22–23
4. ↑  Molinari & Anderson (2007), p. 70
5. ↑  O'Carroll 2005, p. 62
6. 1 2  Molinari & Anderson (2007), p. 72
7. 1 2  Playfair 2004.
8. ↑  Smith, pp. 90–95
9. ↑  Smith, p. 189
10. ↑  Smith, p. 111
11. ↑  Smith, p. 119
12. ↑  Bragadin, 1957 p. 220
13. ↑  Sadler (2008), pp. 266–68
14. ↑  Rohwer 2005 p. 196
15. ↑  Smith, pp. 122, 144
16. ↑  Smith, p. 213
17. ↑  Sadler, p. 231-32
18. ↑  Sadler (2008), p. 269
19. ↑  Operation "Agreement" نسخة محفوظة 21 أغسطس 2018 على موقع واي باك مشين.

## لقراءة متعمقة
- H. M. Ships Damaged or Sunk by Enemy Action, 3rd September, 1939 to 2nd September, 1945 (PDF). London: Admiralty: Director of Naval Construction. 1952. OCLC:38570200. اطلع عليه بتاريخ 2018-11-26.
- Pitt، B. (2001) [1982]. The Crucible of War: Montgomery and Alamein (ط. Three volume pbk. edition of the two volumes published in 1980 and 1982). London: Cassell & Co. ج. III. ISBN:978-0-304-35952-3.
- Richards، D.؛ St G. Saunders، H. (1975) [1954]. Royal Air Force 1939–45: The Fight Avails (ط. repr.). London: HMSO. ج. II. ISBN:978-0-11-771593-6. اطلع عليه بتاريخ 2015-12-13.
- Roskill، S. W. (1956). The Period of Balance. History of the Second World War United Kingdom Military Series: The War at Sea 1939–1945. London: مكتب معلومات القطاع العام  [لغات أخرى]‏. ج. II. OCLC:174453986. اطلع عليه بتاريخ 2018-11-26.{{استشهاد بكتاب}}:  صيانة الاستشهاد: علامات ترقيم زائدة (link)